# カルロス・ロイザガ
カルロス・ロイザガ（Carlos Loyzaga、1930年8月29日 - 2016年1月27日）は、フィリピン・オクシデンタル・ミンドロ州サンノゼ出身のバスケットボール選手である。ポジションはセンター。1954年世界選手権銅メダルの原動力となったフィリピンの伝説的選手として知られる。

## 来歴
バスク人の子として生を受ける。
セント・ベーダ大学ではNCAAで活躍。1951年、フィリピン代表に選ばれアジア大会優勝に貢献。翌年のヘルシンキ五輪にも出場した。
卒業後の1954年、マニラの実業団リーグであるMICAAのYCO Paintersに入団。
同年、世界選手権に出場。大会3位となる平均16.4得点を叩き出し、銅メダル獲得の原動力となる。FIBAオールスターファイブにも選出された。
クラブでも国内王座7連覇にも貢献する一方、代表でもメルボルン五輪、1959年世界選手権などに出場した。
1964年現役引退。
その後フィリピン代表監督に就任。メキシコ五輪にも出場した。
1999年、フィリピンバスケットボール殿堂入りを果たす。
2000年にはフィリピン記者協会20世紀アスリートにも選ばれる。
2016年1月27日、マニラ首都圏のサンフアンにて死去。